# CFR 47 sorozat
A CFR 47 sorozat egy román Co'Co' tengelyelrendezésű 25 kV 50 Hz AC áramrendszerű villamosmozdony-sorozat. Ez a sorozat az ASEA által gyártott CFR 41 sorozat modernizált, felújított változata.  A CFR Călători üzemelteti.